# Jane Baldasare
Jane Baldasare war eine amerikanische Sporttaucherin. Sie wurde in den 1960er Jahren als Pionierin des Unterwasserschwimmens international bekannt, als sie als erste Frau versuchte, den Ärmelkanal unter Wasser mit Taucherausrüstung zu durchschwimmen.
Ihre sportliche Karriere ist eng mit dem BSAC London Branch verknüpft, deren Mitglieder sie bei ihrem ehrgeizigen Vorhaben begleiteten. 
Im September 1960 unternahm sie ihren ersten dokumentierten Versuch, den Ärmelkanal unter Wasser zu durchqueren. Nach etwa drei Viertel der Strecke musste das Projekt jedoch wegen Problemen mit dem Flaschenwechsel und dem daraus resultierendem Auftauchen abgebrochen werden. Ihr Ehemann, der amerikanische Taucher Fred Baldasare, schaffte schließlich als erster Mensch 1962 die Unterwasserquerung des Kanals.